# Sengge Namgyal

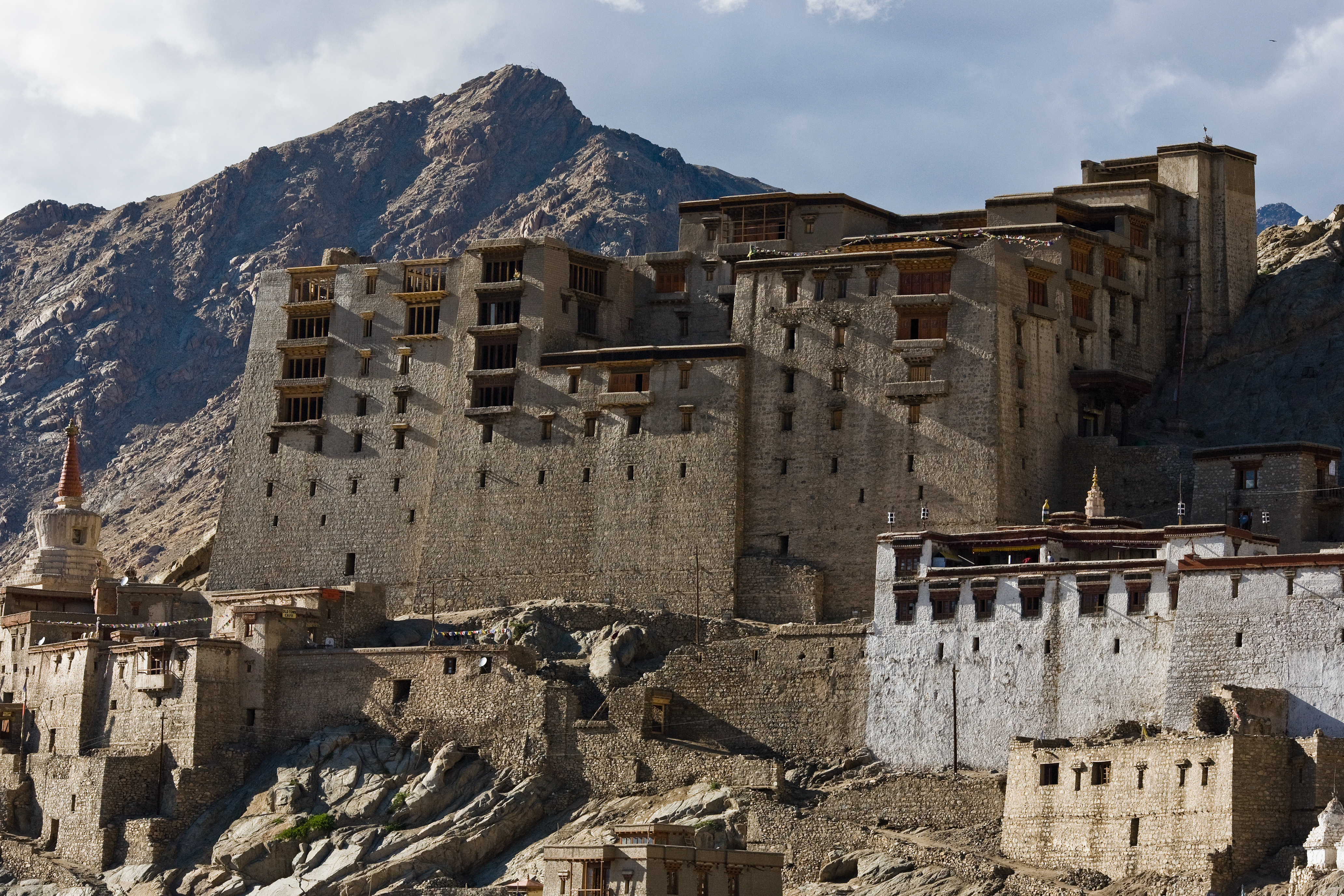
El Palau de Leh, construït per Sengge Namgyal.

Sengge Namgyal (c. 1570-1642) va ser un rei de la dinastia Namgyal del segle XVII de Ladakh, Índia, des de 1616 fins a la seva mort en 1642. Budista, va ser conegut pel seu immens treball en la construcció de monestirs, palaus i santuaris a Ladakh i és conegut com el "Rei Lleó".

## Biografia

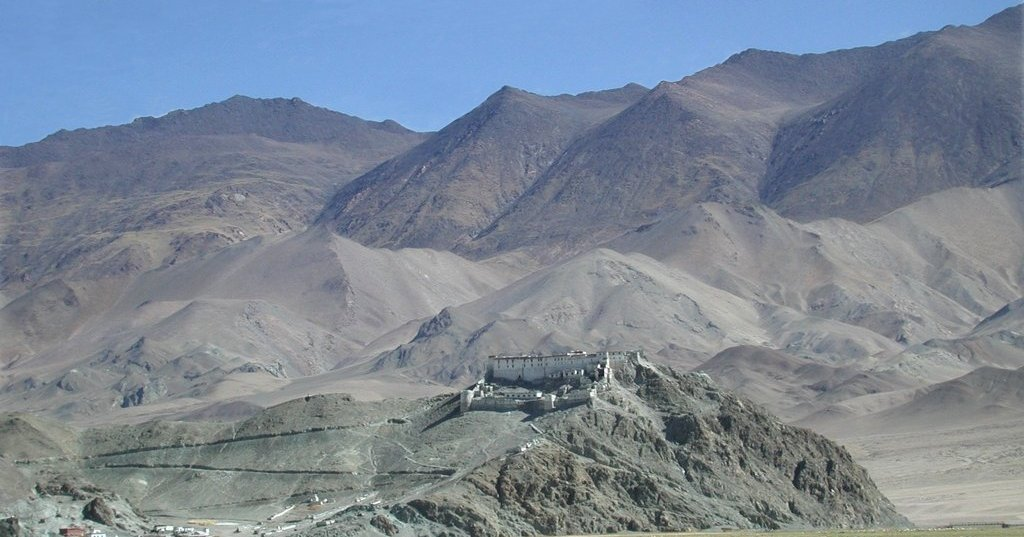
Hanle Gompa, construït per Sengge y Stag-tsang-ras-pa, poc després de la seva conversió a la secta Drugpa del budisme tibetà.

Sengge Namgyal va ser fill de Jamyang Namgyal i una mare musulmana, sent des de primerenca edat un devot budista. En 1610, durant el regnat del seu pare, Jamyang Namgyal, Sengge i ell van construir el monestir de Basgo i van erigir una estàtua de 24 peus de Buda Maitreya dins d'ell i una estàtua de Buda de 32 peus, la segona estàtua budista més gran en Ladakh després de l'estàtua del palau de Shey.
En la seva joventut, va mostrar gran habilitat marcial i un talent per al comandament, talents que li van donar el comandament de l'exèrcit. En 1614, va capturar la ciutat minera de Rudok, seguida per Spurangs, una altra important ciutat minera de or, en 1615. El saqueig i la producció d'aquests pobles van finançar els projectes de construcció que més tard comissionaria com rei. En 1616, a la mort del seu pare, Jamyang Namgyal, va ascendir al tron. Va completar les conquestes del Regne de Ngaris després d'un breu setge del castell de Guge en 1619. El comerç va florir sota Namgyal al llarg de la Ruta de la Seda i va generar molta riquesa a través del comerç amb Caixmir a l'oest i amb el Tibet a l'est. No obstant això, de tant en tant queia en disputa amb els governants musulmans de Caixmir.
Durant el seu regnat, Sengge va ser responsable de la construcció o renovació d'alguns dels edificis més notables de la regió, com el palau de Leh, que va construir després de mudar-se del palau monestir de Shey, i va construir el monestir de Hemis en 1630. Amb l'ajuda de l'eminent sacerdot tibetà Stag-tsang-ras-pa, va construir el monestir de Hanle i va ser el primer associat amb l'escola Drugpa a la qual pertanyia Stag-tsang-ras-pa i que, sota el patrocini de la família Namgyal, es va fer molt important en Ladakh, rivalitzant seriosament amb la secta Gelug reformada ("barret groc").
Sengge també va ser responsable de la renovació del Temple Daurat del Monestir de Tabo al Vall de Spiti, Himachel Pradesh, que es deia que alguna vegada va ser cobert amb or. Les parets i els sostres estan coberts amb murals d'avui.

## Mort i llegat
Sengge va romandre dedicat al llinatge Ralung de l'escola  Drukpa Kagyu del budisme tibetà després de reunir-se amb el sacerdot tibetà per a la resta de la seva vida. Va morir el 1642 a Hanle al seu retorn d'una expedició contra els mongols que havien ocupat la província tibetana de Ü-Tsang i amenaçaven Ladakh. El monestir de Chemrey, construït al segle xvii, va ser dedicat a Sengge Namgyal i la secta Drugpa.